# Goin
Goin és un municipi francès, situat al departament del Mosel·la i a la regió del Gran Est. L'any 2007 tenia 318 habitants.

## Demografia

### Població
El 2007 la població de fet de Goin era de 318 persones. Hi havia 123 famílies, de les quals 32 eren unipersonals (12 homes vivint sols i 20 dones vivint soles), 32 parelles sense fills, 55 parelles amb fills i 4 famílies monoparentals amb fills.
La població ha evolucionat segons el següent gràfic:
Habitants censats

### Habitatges
El 2007 hi havia 130 habitatges, 124 eren l'habitatge principal de la família i 6 estaven desocupats. 101 eren cases i 26 eren apartaments. Dels 124 habitatges principals, 104 estaven ocupats pels seus propietaris, 13 estaven llogats i ocupats pels llogaters i 7 estaven cedits a títol gratuït; 8 tenien dues cambres, 11 en tenien tres, 20 en tenien quatre i 86 en tenien cinc o més. 111 habitatges disposaven pel capbaix d'una plaça de pàrquing. A 48 habitatges hi havia un automòbil i a 69 n'hi havia dos o més.

## Economia
El 2007 la població en edat de treballar era de 223 persones, 171 eren actives i 52 eren inactives. De les 171 persones actives 159 estaven ocupades (84 homes i 75 dones) i 12 estaven aturades (7 homes i 5 dones). De les 52 persones inactives 19 estaven jubilades, 20 estaven estudiant i 13 estaven classificades com a «altres inactius».

### Ingressos
El 2009 a Goin hi havia 118 unitats fiscals que integraven 289 persones, la mediana anual d'ingressos fiscals per persona era de 18.816 €.

### Activitats econòmiques
Dels 26 establiments que hi havia el 2007, 4 eren d'empreses extractives, 1 d'una empresa de fabricació d'elements pel transport, 1 d'una empresa de fabricació d'altres productes industrials, 2 d'empreses de construcció, 4 d'empreses de transport, 2 d'empreses d'hostatgeria i restauració, 1 d'una empresa immobiliària, 10 d'empreses de serveis i 1 d'una entitat de l'administració pública.
Dels 8 establiments de servei als particulars que hi havia el 2009, 5 eren establiments de lloguer de cotxes, 1 paleta, 1 lampisteria i 1 restaurant.
L'any 2000 a Goin hi havia 9 explotacions agrícoles que ocupaven un total de 810 hectàrees.

## Equipaments sanitaris i escolars
El 2009 hi havia 1 escola maternal integrada dins d'un grup escolar amb les comunes properes formant una escola dispersa i 1 escola elemental integrada dins d'un grup escolar amb les comunes properes formant una escola dispersa.

## Poblacions més properes
El següent diagrama mostra les poblacions més properes.